# Martin Heinrich (homme politique)
Pour les articles homonymes, voir Martin Heinrich.
Martin Heinrich, né le 17 octobre 1971 à Fallon (Nevada), est un homme politique américain. Membre du Parti démocrate, il est élu du Nouveau-Mexique au Congrès des États-Unis depuis 2009, d'abord à la Chambre des représentants, puis au Sénat à partir de 2013.

## Jeunesse et carrière privée
Martin Heinrich naît à Fallon, dans l'ouest du Nevada, fils de Shirley et Peter Heinrich, d'origine allemande. Il grandit à Cole Camp, dans le centre du Missouri, puis est diplômé de l'université du Missouri à Missouri, en 1995, d'un baccalauréat en sciences et en génie. Il étudie ensuite à l'université du Nouveau-Mexique. De 1996 à 2001, il est directeur exécutif de la Fondation Cottonwood Gulch, une entreprise à but non lucratif dédiée à l'éducation des jeunes sur les sciences de la nature et de l'environnement. Il fonde également son propre cabinet de conseils en affaires publiques.

## Vie politique
Heinrich siège au conseil municipal d'Albuquerque de 2003 à 2007 pour le 6e district. Il préside le conseil municipal en 2006. En tant que conseiller municipal, il déclare que ses objectifs sont de réduire la criminalité, augmenter le salaire minimum et créer de nouveaux emplois. Il préconise également l'utilisation de l'énergie solaire.

### Chambre des représentants des États-Unis

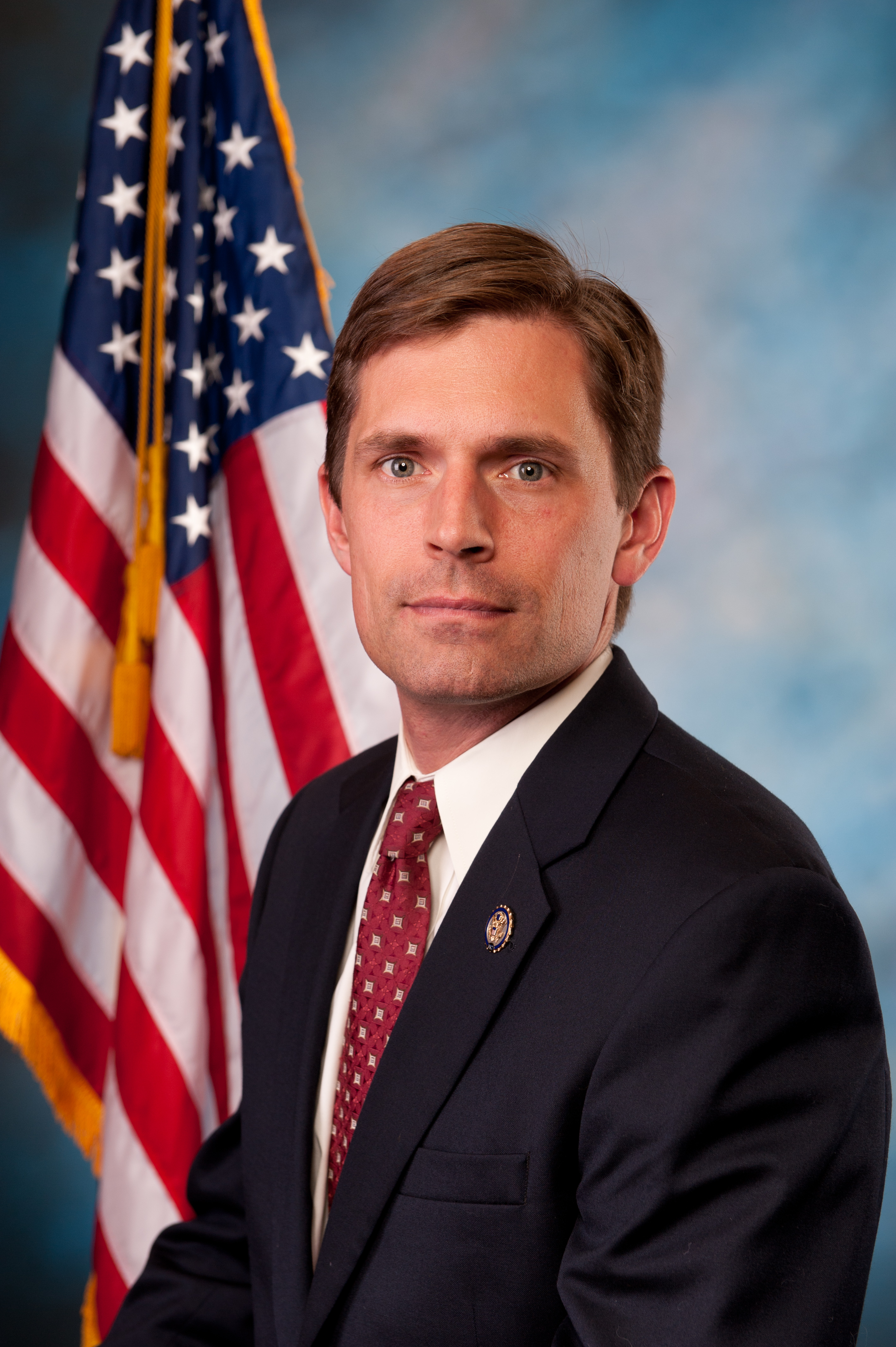
Portrait officiel de Martin Heinrich à la Chambre des représentants.

En 2008, Martin Heinrich prévoit initialement de se présenter face à la républicaine sortante Heather Wilson, représentante 1er district du Nouveau-Mexique au Congrès des États-Unis, mais celle-ci choisit de se présenter à la primaire républicaine pour le siège laissé vacant par le retrait annoncé du républicain Pete Domenici au Sénat des États-Unis. Martin Heinrich remporte la primaires démocrate le 3 juin 2008, battant la secrétaire d'État Rebecca Vigil-Giron, la secrétaire à la Santé d'État Michelle Lujan Grisham et le vétéran Robert Pidcock avec 43,5 % des voix contre respectivement 24,6 %, 23,5 % et 8,3 %.
Lors de l'élection à la Chambre des représentants, Martin Heinrich est opposé au shérif Darren White du comté de Bernalillo. Sa campagne est axée sur un lien de son adversaire avec le président George W. Bush. Heinrich milite également pour l'indépendance énergétique et la fin de la guerre en Irak. Il bat son adversaire avec 55,6 % des voix, gagnant trois des cinq comtés du district. Lors de sa prestation de serment le 3 janvier 2009, Heinrich devient le premier démocrate à représenter le district depuis sa création en 1969, en remplacement du district at-large.
L'analyse de ses votes et de ses prises de positions montre que Martin Heinrich est un populiste légèrement progressiste.
En tant que représentant, il est rapidement contesté dans ses choix législatifs par l'homme d'affaires républicain Jon Barela, qui affirme à Politico qu'il ne pense pas que ces choix reflètent la volonté des électeurs du district. Il serait trop à gauche notamment sur les questions budgétaires et les dépenses fédérales. En dépit de ces critiques, Martin Heinrich est réélu pour un second mandat en 2010, en battant Barela avec 51,8 % des voix.

### Sénat des États-Unis

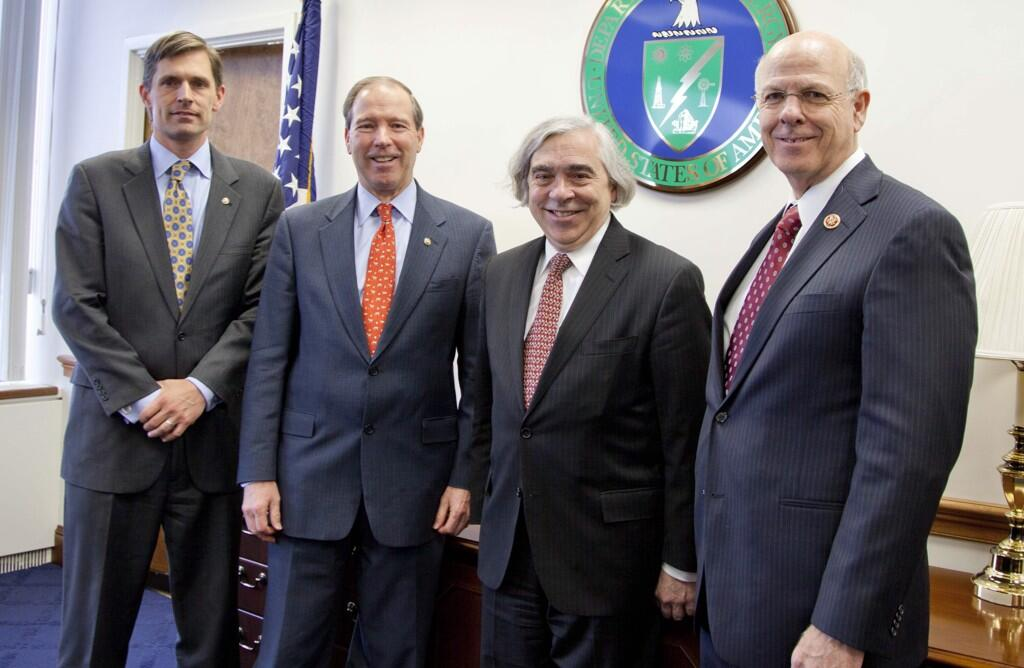
Martin Heinrich (à gauche), Tom Udall et Steve Pearce reçus par le secrétaire à l'énergie Ernest Moniz, en 2014.

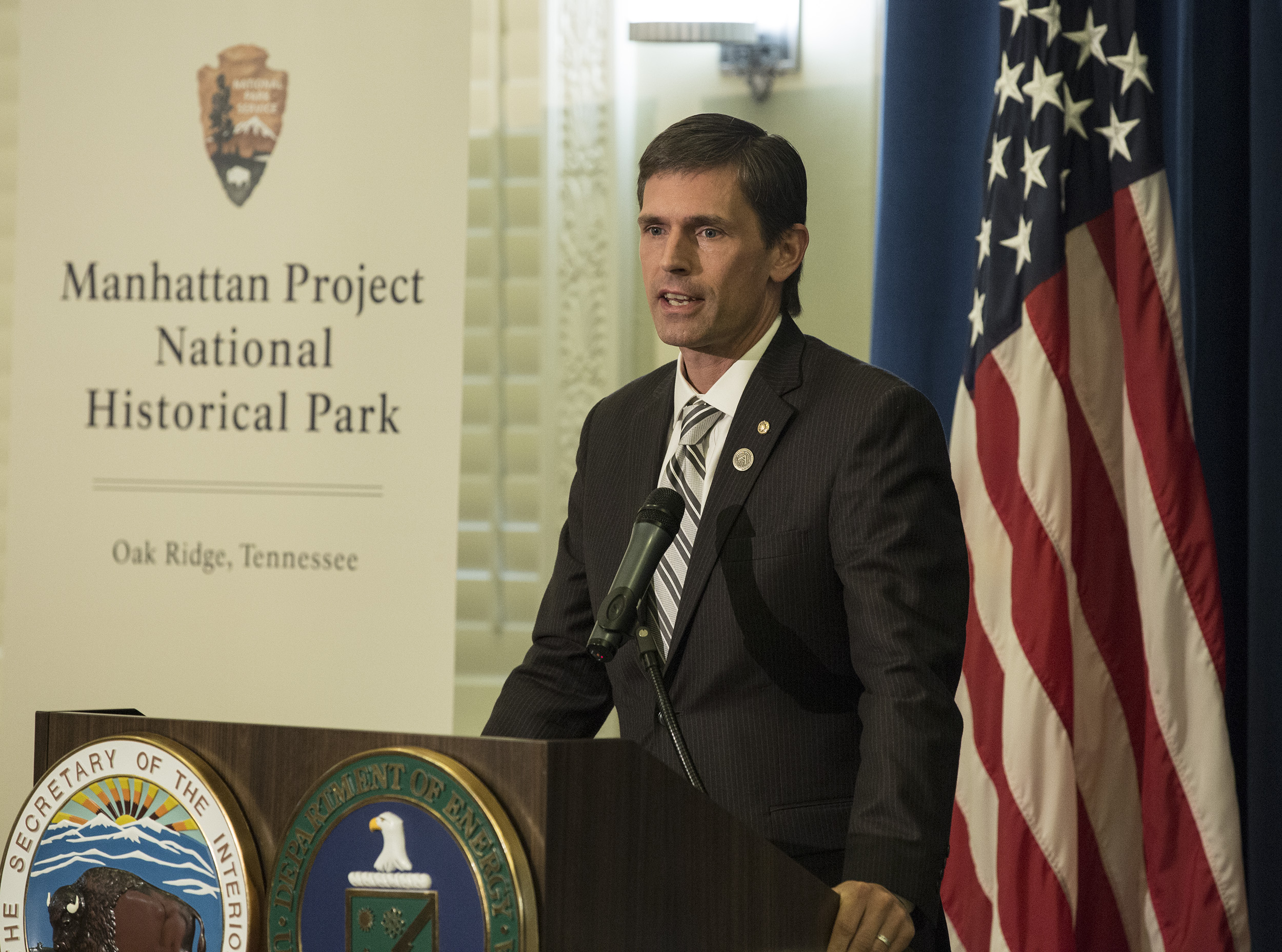
Martin Heinrich en 2015.

Lorsque le sénateur sortant Jeff Bingaman décide de ne pas solliciter un sixième mandat, Heinrich annonce sa candidature au Sénat des États-Unis. Le 5 juin 2012, il remporte l'investiture démocrate avec 58,9 % des voix face à l'auditeur d'État Hector Balderas.
Durant la campagne, il reçoit le soutien de l'ancien vice-président Al Gore, ce qui lui permet de lever pour sa campagne plus de 3,8 millions de dollars. Il axe sa campagne sur la défense de la classe moyenne et sur sa proximité avec les électeurs. Il doit affronte celle à qui il succède à la Chambre des représentants des États-Unis, la républicaine Heather Wilson. Lors de l'élection sénatoriale du 6 novembre 2012, il s'impose avec près de six points d'avance, à 51 % des voix.
En 2014, Martin Heinrich participe à une émission de téléréalité sur Discovery Channel avec son collègue républicain Jeff Flake (Arizona), pour laquelle ils sont envoyés sur une île déserte pendant six jours. Le but de leur coopération télévisuelle est de montrer une affection au-delà des étiquettes partisanes, afin de promouvoir une entente politique dans l'intérêt commun.
Il est candidat à un nouveau mandat au Sénat en 2018, qu'il remporte aisément avec 54 % des voix face au républicain Mick Rich à 30,5 %, tandis que l'ancien gouverneur et candidat à l'élection présidentielle Gary Johnson concourt sous l'étiquette du Parti libertarien et récole 15,3 % des voix.
Candidat à sa réélection au Sénat en 2024, il remporte un nouveau mandat contre la républicaine Nella Domenici, fille de l'ancien sénateur Pete Domenici.

## Prises de position

### Avortement
Martin Heinrich est pro-choix. Son action politique est publiquement désapprouvée par plusieurs organisations du mouvement pro-vie.

### Environnement
Heinrich se décrit comme écologiste. Il s'oppose à la construction de l'oléoduc Keystone. Il introduit la proposition de loi visant à établir le parc national des White Sands au Nouveau-Mexique, le second parc national dans l'État après celui des Carlsbad Caverns, établi en 1930. La proposition de loi pour le parc national est signée par le président Donald Trump le 20 décembre 2019, rendant officielle sa création.

### Mariage homosexuel
Lors de sa première candidature au Congrès, il s'oppose au mariage homosexuel mais soutient les unions civiles. Cependant, lors de sa campagne pour le poste de sénateur fédéral, il déclare à un journal du Nouveau-Mexique : « Je suis favorable au mariage gay, car je crois que tout le monde aux États-Unis a les mêmes droits civils devant le gouvernement ».

### Législations sur les armes
Au début de sa carrière politique, Martin Heinrich reçoit la note A de la National Rifle Association (NRA), dont il est anciennement membre, notamment grâce à son opposition aux lois restreignant l'accès aux armes. En 2018, il se déclare cependant frustré par les méthodes de l'organisation, qui selon lui ne participe pas à l'élaboration de compromis politiques avec ceux en faveur de restrictions.